# Charlie Gladwin
Charles Edward Gladwin (9 tháng 12 năm 1887 – tháng 2 năm 1952) là một cầu thủ bóng đá người Anh thi đấu ở vị trí hậu vệ cho Sunderland.